# Rosenhorn
Rosenhorn är en bergstopp på gränsen mellan kommunerna Grindelwald och Innertkirchen i kantonen Bern i Schweiz. Den är belägen i Bernalperna, cirka 65 kilometer sydost om huvudstaden Bern. Rosenhorn ligger sydost om bergstopparna Wetterhorn och Mittelhorn. Toppen på Rosenhorn är 3 689 meter över havet.